# Волосатов, Михаил Васильевич
Михаил Васильевич Волосатов (1893, Рязанская губерния — 1923) — участник Гражданской и советско-польской войн, дважды Краснознамёнец.

## Биография
Михаил Волосатов родился в 1893 году на территории Рязанской губернии. Служил в царской армии, участвовал в боях Первой мировой войны, дослужился до звания подпоручика. В декабре 1917 года избран командиром батареи, а позднее — командиром кавалерийского полка. С февраля 1918 года Волосатов возглавлял кавалерийский отряд, действовавший против немецких войск, оккупировавших Украину после подписания Брест-Литовского мира. В мае 1918 года он стал командиром артиллерийского дивизиона 16-й стрелковой дивизи, позднее был командовал отдельной кавалерийской бригадой, кавалерийской группой, 2-й бригадой 15-й кавалерийской дивизии. Принимал активное участие в боях Гражданской войны на Южном фронте, согласно данным учётно-послужной карты, за боевые заслуги был награждён орденом Красного Знамени РСФСР, однако другими источниками эта информация не подтверждается.
Участвовал в советско-польской войне, в ходе которой отличился во время штурма города Цеханув (ныне — Мазовецкое воеводство Польши).
После окончания войны Волосатов продолжил службу в Рабоче-крестьянской Красной Армии, первоначально командовал 3-й кавалерийской бригадой, затем 9-й Крымской кавалерийской дивизией. Скончался в 1923 году
Награждён двумя орденами Красного Знамени: приказом Революционного Военного Совета Республики № 150 от 8 октября 1923 года; приказ о втором награждении не обнаружен (однако в учетной карточке, послужном списке и иных документах личного дела М. В. Волосатов числится награждённым двумя орденами).